# Против Эверга и Мнесибула по обвинению в лжесвидетельстве
«Против Эверга и Мнесибула по обвинению в лжесвидетельстве» — судебная речь, которую приписывают древнегреческому оратору Демосфену. Сохранилась в составе «демосфеновского корпуса» под номером XLVII. Была произнесена предположительно в 355 или 354 году до н. э., но исследователи уверены, что её автор — какой-то другой афинский оратор.

## Содержание и контекст
Речь написана от имени афинянина, не названного по имени. Исполняя триерархию (государственную повинность по строительству кораблей), он не получил от Теофема, триерарха предыдущего года, корабельную оснастку. Согласно закону, принятому незадолго до этих событий, претензии, возникавшие в таких случаях, следовало удовлетворять, подавая в суд простой гражданский иск. Оратор так и сделал, но столкнулся с большими трудностями. Когда он попытался взять имущество Теофема в залог, произошла драка, причём истец в ней пострадал. Суд принял решение в его пользу, обязав Теофема закрыть задолженность по иерархии и выплатить истцу символический штраф в 25 драхм.
Позже истец подал на Теофема в суд из-за избиения. Тот подал встречный иск другому судье и выиграл дело, а рассмотрение первого иска затянул. Тогда истец обвинил давших против него показания Эверга и Мнесибула (родственников Теофема) в лжесвидетельстве. По его словам, он требовал подвергнуть допросу под пыткой рабыню Теофема, которая могла объяснить, кто начал драку. Эверг и Мнесибул же заявили судьям обратное — будто истец воспрепятствовал допросу, и таким образом создали ложное впечатление, будто истец пытался что-то скрыть. Из-за этих показаний истец и проиграл процесс.
В речи истец излагает свою версию событий, связанных с рабыней, а также жалуется на незаконные действия Теофема по взысканию штрафа. По его словам, Теофем сначала согласился дать отсрочку, а потом в отсутствие истца направил к нему своих родственников, силой захвативших имущество в счёт оплаты. При этом они действовали грубо и даже избили до смерти старую вольноотпущенницу истца (его бывшую кормилицу).
Речь была произнесена в 355 или 354 году до н. э. Ещё в античную эпоху высказывалось мнение, что её автор — не Демосфен; это предполагал, в частности, Гарпократион, ссылаясь на отсутствие в тексте логики и характерных для произведений Демосфена художественных достоинств. Современные исследователи уверены, что речь написал кто-то другой.